# کرگدن سفید شمالی
کرگدن سفید شمالی (نام علمی: Ceratotherium simum cottoni) نام یک زیرگونه از گونه کرگدن سفید است.
این زیرگونه به دلیل شکار و از بین رفتن زیستگاه سال‌ها در آستانه انقراض قرار داشته‌است. در ۱۹ مارس سال ۲۰۱۸ با مرگ سودان آخرین کرگدن نر سفید شمالی این جانور به‌طور کامل منقرض شد. اکنون همه امیدها برای حفظ این گونه از خطر انقراض، استفاده از روش لقاح مصنوعی است. در نتیجه، با باقی ماندن فقط دو حیوان ماده از این گونه، نسل کرگدن سفید شمالی دچار انقراض عملی شده‌است و راهکارهای پیشنهادی به جهت دشواری در اجرا شبیه احیای ماموت می‌ماند.
تلاش برای جلوگیری از انقراض درحال حاضر تلاش می‌شود با استفاده از تخمک بارور شده این نوع کرگدن و کشت آن در داخل رحم کرگدن سفید جنوبی نسل این جانور از خطر انقراض رهایی یابد.